# Philipp Ludwig Ewald von Rohr
Philipp Ludwig Ewald von Rohr (geb. 10. Juli 1710 in Wilmersdorf; gest. 10. März 1782 in Tempelberg) war ein preußischer Landrat.

## Herkunft und Leben

Stammwappen derer von Rohr (Brandenburg)

Philipp Ludwig Ewald von Rohr war Angehöriger des Adelsgeschlechts Rohr. Er war der älteste Sohn von Hans Friedrich von Rohr (1679–1735), Erbherr auf Wilmersdorf und erster Landrat im Landkreis Lebus. Seine Mutter war Anna Katharina († 22. Februar 1725), geb. von Dockum. Er trat zunächst in das Preußische Heer ein und wurde Fähnrich im Regiment von Prinz Eugen von Anhalt. Nach 10-jähriger Dienstzeit wurde er aufgrund seines schlechten Gesundheitszustands vom Militärdienst verabschiedet.
Bereits am 22. Mai 1734 hatte das Generaldirektorium eine Meldung seines Vaters als Immediateingabe weitergeleitet, bei dem dieser um Adjunktion seines ältesten Sohnes im Amte als Landrat bat. Sein Gesuch vom 7. Mai hatte der Vater damit begründet, „dass ihm am 14. April 1734 sein Gut Wilmersdorf abgebrannt sei, und er dadurch mit seinen sieben Kindern in große Dürftigkeit geraten sei“. Nach dem Tod seines Vaters am 11. Februar 1735 und einer Zahlung von 1.000 Talern in die Rekrutenkasse wurde Philipp Ludwig Ewald von Rohr mittels Ordre vom 9. März 1735 zum neuen Landrat des Landkreises Lebus ernannt; die Bestallung erfolgte am 16. März 1735. Als es aufgrund seiner schwachen Gesundheit zu Schwierigkeiten bei den Kreisabrechnungen gekommen war, wurden ihm 1765 Hans Levin von Burgsdorff und 1769 Ludolph Wilhelm von Luck unterstützend zur Seite gestellt. Im Jahr 1774 wurde schließlich Friedrich Heinrich von Podewils zum Nachfolger als Landrat des Landkreises Lebus ernannt.

## Persönliches
Philipp Ludwig Ewald von Rohr war Erbherr auf Tempelberg und Wilmersdorf, letzteres wurde 1742 subhastiert. In erster Ehe war er ab 1738 mit Katharina Charlotte (* 1710; † 21. Februar 1769), geb. von Waldow, verheiratet. In zweiter Ehe vermählte er sich am 5. September 1769 mit Henriette Luise (* 6. März 1730; † 1. November 1806), verwitwete von Wulffen, geb. von der Marwitz. Die Söhne aus dieser Ehe waren:
- Philipp Heinrich Karl (1771–1845)
- Arnd Friedrich (oder Hans Ludwig) Leopold (1772–1850)
- Wilhelm August Ferdiand (1776–1781)